# Gimnastyka na Igrzyskach Panamerykańskich 2007
Gimnastyka na Igrzyskach Panamerykańskich 2007, odbywała się w dniach 14 lipca–28 lipca w halach Riocentro i HSBC Arena w Rio de Janeiro. Zawody gimnastyczne obejmowały 3 dyscypliny: gimnastykę sportową, artystyczną i skoki na trampolinie.

## Medaliści

### Gimnastyka sportowa
Mężczyźni
| Konkurencja            | | | |
| Drużynowo              | Portoryko · Rafael Morales Casado · Reinaldo Oquendo Flores · Tommy Ramos Nin · Luis Rivera · Alexander Rodríguez Colón · Luis Vargas Velázquez | Brazylia · Luis Anjos · Diego Hypólito · Danilo Nogueira · Mosiah Rodrigues · Victor Rosa · Adan Santos | Stany Zjednoczone · Guillermo Alvarez · David Luca Durante · Sean Golden · Joey Hagerty · Justin Spring · Todd Thornton |
| Wielobój indywidualnie | José Luis Fuentes | Jorge Hugo Giraldo                                                                                      | Guillermo Alvarez |
| Kółka                  | Régulo Carmona | Sean Golden                                                                                             | Carlos Carbonell |
| Drążek                 | Mosiah Rodrigues | Jorge Hugo Giraldo                                                                                      | Danilo Nogueira |
| Poręcze symetryczne    | Justin Spring | Jorge Hugo Giraldo                                                                                      | Luis Vargas Velázquez                                                                                                   |
| Koń z łękami           | Luis Rivera José Luiz Fuentes | − | Alexander Rodríguez |
| Skoki                  | Diego Hypólito | Enrique González                                                                                        | Luis Rivera |
| Ćwiczenia wolne        | Diego Hypólito | Guillermo Alvarez                                                                                       | Enrique González |

Kobiety
| Konkurencja            | | | |
| Drużynowo              | Stany Zjednoczone · Rebecca Bross · Ivana Hong · Shawn Johnson · Anastasia Liukin · Samantha Peszek · Amber Trani | Brazylia Jade Barbosa · Khiuani Dias · Daiane dos Santos · Daniele Hypólito · Ana Cláudia Silva · Lais Souza | Kanada · Stéphanie Desjardins-Labelle · Peng-Peng Lee · Ti Liu · Charlotte Mackie · Brittany Rogers · Emma Willis |
| Wielobój indywidualnie | Shawn Johnson | Rebecca Bross                                                                                                | Ivana Hong |
| Drążek                 | Shawn Johnson | Anastasia Liukin                                                                                             | Lais Souza |
| Belka                  | Shawn Johnson | Anastasia Liukin                                                                                             | Daniele Hypólito                                                                                                  |
| Skoki                  | Jade Barbosa | Amber Trani                                                                                                  | Lais Souza |
| Ćwiczenia wolne        | Rebecca Bross | Shawn Johnson                                                                                                | Jade Barbosa |

1. ↑  Reprezentacja Meksyku, która zajęła 3. miejsce została zdyskwalifikowana, gdyż gimnastyczka Marisela Arizmendi Torres, miała problemy z rejestracją. Reprezentacja Kanady, która zajęła 4. pozycję, tym samym awansowała na 3. miejsce i zdobyła brąz.

### Gimnastyka artystyczna
Kobiety
| Konkurencja                        | | | |
| Wielobój indywidualnie             | Lisa Wang | Cynthia Valdez Pérez                                                                                    | Rut Castillo Galindo |
| Wstążka indywidualnie              | Alexandra Orlando                                                                                                 | Lisa Wang                                                                                               | Cynthia Valdéz Pérez |
| Obręcz indywidualnie               | Alexandra Orlando                                                                                                 | Rut Castillo Galindo                                                                                    | Ana Paula Scheffer |
| Piłka indywidualnie                | Alexandra Orlando                                                                                                 | Lisa Wang                                                                                               | Cynthia Valdez Pérez |
| Taśmy indywidualnie                | Lisa Wang | Julie Zetlin                                                                                            | Cynthia Valdez Pérez |
| Wielobój drużynowo                 | Brazylia · Daniela Leite · Tayanne Mantovaneli · Luisa Matsuo · Marcela Menezes · Nicole Muller · Natália Sanchez | Kuba · Yanet Comas · Maydelis Delgado · Rachel Kindelan · Elsy Ortíz · Yeney Renovales · Mirlay Sánchez | Kanada · Kathryn de Cata · Alissa Hansen · Monika Lechowicz · Suzanne Lendvay · Brihana Mosienko · Roxanne Porter                                     |
| Wielobój drużynowo – I. ćwiczenie  | Brazylia · Daniela Leite · Tayanne Mantovaneli · Luisa Matsuo · Marcela Menezes · Nicole Muller · Natália Sanchez | Kuba · Yanet Comas · Maydelis Delgado · Rachel Kindelan · Elsy Ortíz · Yeney Renovales · Mirlay Sánchez | Kanada · Kathryn de Cata · Alissa Hansen · Monika Lechowicz · Suzanne Lendvay · Brihana Mosienko · Roxanne Porter                                     |
| Wielobój drużynowo – II. ćwiczenie | Brazylia · Daniela Leite · Tayanne Mantovaneli · Luisa Matsuo · Marcela Menezes · Nicole Muller · Natália Sanchez | Kuba · Yanet Comas · Maydelis Delgado · Rachel Kindelan · Elsy Ortíz · Yeney Renovales · Mirlay Sánchez | Meksyk · Blajaith Aguilar Rojas · Sofia Díaz de León · Marlenne Martínez Medina · Ana Cristina Ortega · Citlaly Quinta Álvarez · Sara Reyes Rodríguez |

### Skoki na trampolinie
| Konkurencja |                |                     |                  |
| Mężczyźni   | Chris Estrada  | Jason Burnett       | Ryan Weston      |
| Kobiety     | Karen Cockburn | Rosannagh MacLennan | Giovanna Matheus |

## Tabela medalowa
| Poz. | Państwo           |   |    |   | Łącznie |
| ---- | ----------------- | - | -- | - | ------- |
| 1    | Stany Zjednoczone | 9 | 10 | 4 | 23      |
| 2    | Brazylia          | 5 | 2  | 7 | 14      |
| 3    | Kanada            | 4 | 2  | 2 | 8       |
| 4    | Wenezuela         | 2 | 1  | 1 | 4       |
| 5    | Portoryko         | 2 | 0  | 3 | 5       |
| 6    | Kolumbia          | 0 | 3  | 0 | 3       |
| 7    | Meksyk            | 0 | 2  | 4 | 6       |
| 8    | Chile             | 0 | 1  | 1 | 2       |
| 9    | Kuba              | 0 | 1  | 0 | 1       |